# Monteaperta
 (avril 2013).
 (avril 2013).
Si vous disposez d'ouvrages ou d'articles de référence ou si vous connaissez des sites web de qualité traitant du thème abordé ici, merci de compléter l'article en donnant les références utiles à sa vérifiabilité et en les liant à la section « Notes et références ».
 (avril 2013).
Monteaperta est un village (frazione di Monteaperta) situé sur le territoire de la commune de Taipana, dans les Préalpes juliennes, dans la province d'Udine, en région Frioul-Vénétie Julienne.
Cette bourgade autrefois indépendante, puis anciennement rattachée à Platischis (qui était siège communal jusqu'au 24 mars 1929), se trouve aujourd'hui dépendre du siège communal de Taipana dont elle est distante de 3,93 kilomètres.
Monteaperta (en langue slave : Viškorša  ou Viškuorša ; en frioulan : Montviarte ; en allemand : Offenberg) signifie « la montagne ouverte ».
Les 219 habitants se nomment les « Viškoršeni » (en dialecte slave local dit « po našin »).
Monteaperta fait partie du « Chemin céleste » (Iter Aquileiense en latin ou Cammino Celeste en italien) dont il constitue une étape. Le chemin céleste est un chemin de pèlerinage très ancien, d'une longueur totale de 360 kilomètres, qui relie les sanctuaires de Maria Saal (Autriche) et de Brezje (Slovénie) à Aquilée (Italie).

## Description géographique
La bourgade s'étire sur 2 kilomètres de longueur, entre 500 et 659 mètres d'altitude, dans une position panoramique au pied du « Gran Monte », vaste massif montagneux situé entre les torrents du Cornappo (rivière), du Torre et du fleuve Isonzo.
L'aire sur laquelle Monteaperta s'étend, fait partie d'une vaste zone nommée « Alta Valle del Torre » ou « Alta Val Torre » de la Slavia ou Bénécie frioulane (en langage slave : Benečija).
D'un point de vue géomorphologique, la chaîne du Gran Monte constitue en partant de la plaine frioulane, le premier grand groupe d'un important relief montueux formé par les Préalpes Juliennes et qui dépasse 1 600 mètres d'altitude. La roche est calcaire et on y relève des phénomènes karstiques intéressants (dolines, grottes, ...). Le territoire proche du village est riche en sources alimentant les grandes localités voisines (la source captée nommée « sorgente del Vescovo » par exemple). La bourgade est entourée de forêts mixtes de châtaigniers, cytises, noisetiers, noyers, merisiers, frênes, épicéas et mélèzes, d'altitude moyenne et qui laissent place sur les hauteurs à des forêts de pins et de genévriers, puis à de vastes pâturages à végétation alpine rare et protégée (edelweiss, gentianes, orchidées, rhododendron, ...) et à faune remarquable (lynx, ours brun, chat sauvage, cerf, chevreuil, oiseaux divers, salamandres, serpents, truites, écrevisses, grenouilles, papillons et insectes...). Le village marque la limite Sud-Ouest d'un vaste parc naturel.

## Le parc naturel communal du Gran Monte et des sources du Natisone

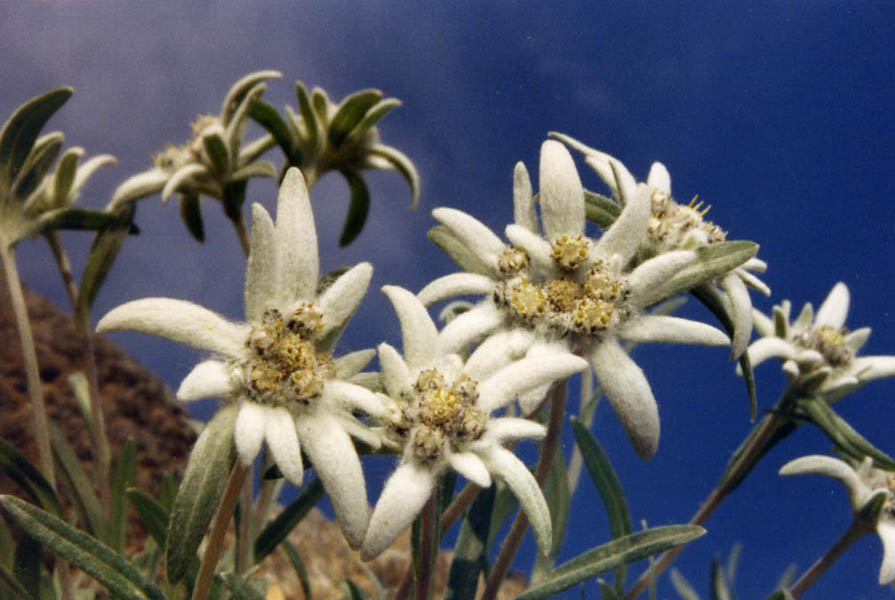
Leontopodium alpinum

Son extension est de 3 533 hectares. Il est administré par la commune de Taipana et est en cours de classement. Il est caractérisé par ses paysages préalpins avec de vastes forêts, des cours d'eau, des torrents, des cascades, des pâturages et des prés. Le parc comprend deux aires : Aera di Rilevante Interesse Ambientale n.10 et le Sito di Interesse Comunitario IT3320017. Il confine avec la république de Slovénie.
Végétation collinaire rare (Buphthalmum salicifolium, ancolies, hémérocalles, narcisses, ...) et végétation alpine remarquable (Asphodelus albus, Rosa alpina, Rosa glauca, Leontopodium alpinum, bruyère, cyclamen, daphnées, violettes, primevères alpines...). Sa faune est protégée.

## Quartiers (ou «Borghi») et écarts
- le Borgo di Sopra (regroupe le Borgo Cobai, le Borgo Alsatia, le Borgo della Dousezza, le Borgo Cossarutto et le Borgo della Chiesa)
- le Borgo di Sotto
- les maisons du Poiacco (ou Pouiac)
- la casa Pascolo (Val Calda) et quelques maisons isolées
- le refuge alpin (ancien Hôpital Militaire) et d'anciens écarts disparus (« casere » ou « cazuni »)
- le hameau de De Bellis.

## Langues et dialectes

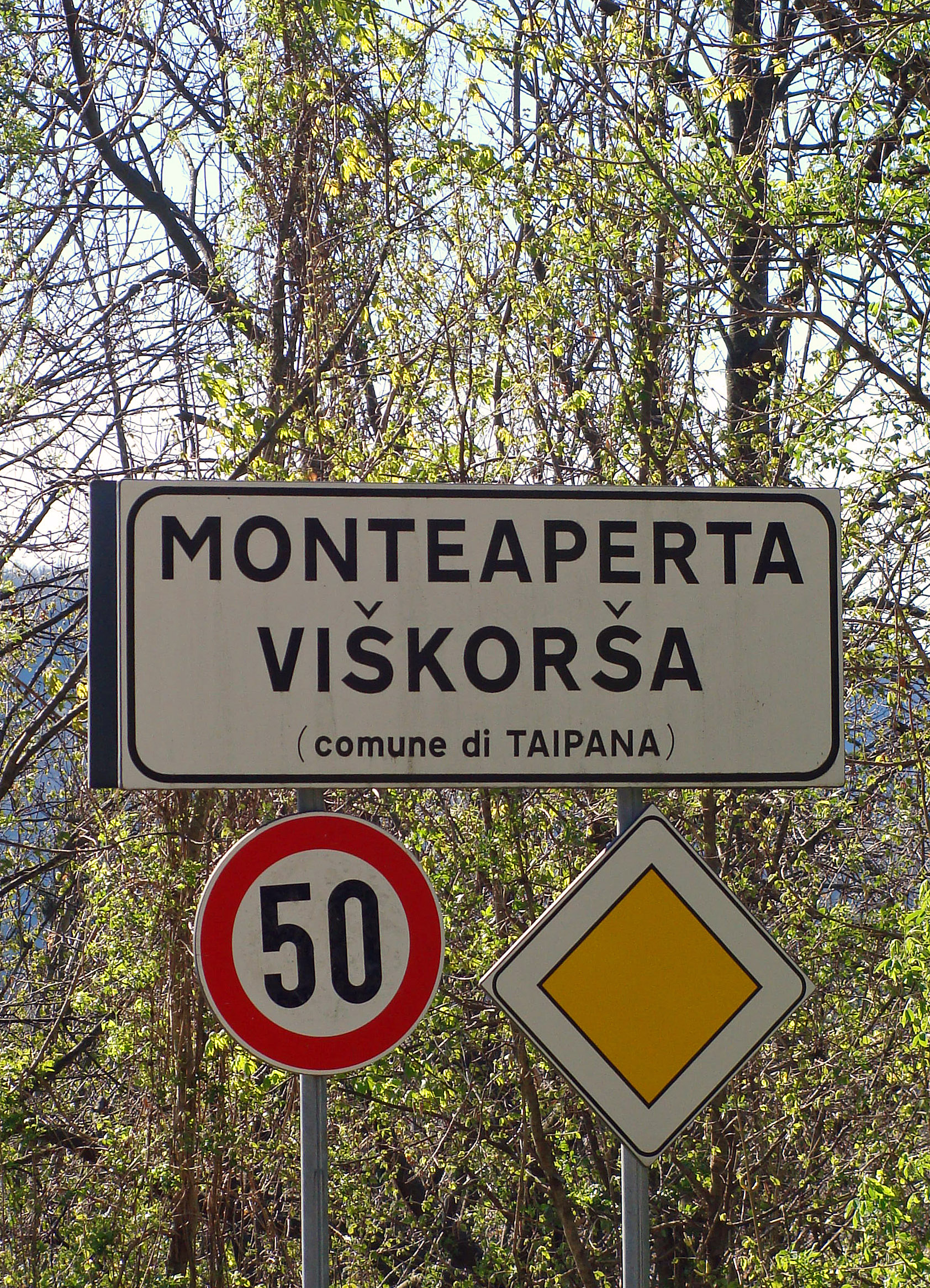
Panneau d'indication de Monteaperta multilingue

L'idiome qui est le plus utilisé par la population de Monteaperta outre la langue italienne, est le dialecte slave de la vallée du Torre (tersko narečje appelé aussi « po našin »). Le recensement de 1971 rapportait que 74,4 % des habitants de la commune (Taipana) se déclaraient appartenir à cette minorité linguistique slovène présente dans la région du Frioul-Vénétie Julienne. Le dépeuplement croissant de ces zones montagnardes et l'exode rural ont fait considérablement chuter ces données et le dialecte slave de la vallée du Torre est actuellement en net recul.
La commune fait partie des localités à minorités linguistiques spécifiquement visées et protégées par la Loi no 38 du 23 février 2001, approuvée par le décret du président de la République italienne le 12 septembre 2007
Outre l'italien et le dialecte slave de la vallée du Torre, l'on signale de petites minorités de langue frioulane, serbo-croate, allemande et française.

## Manifestations culturelles et festivités

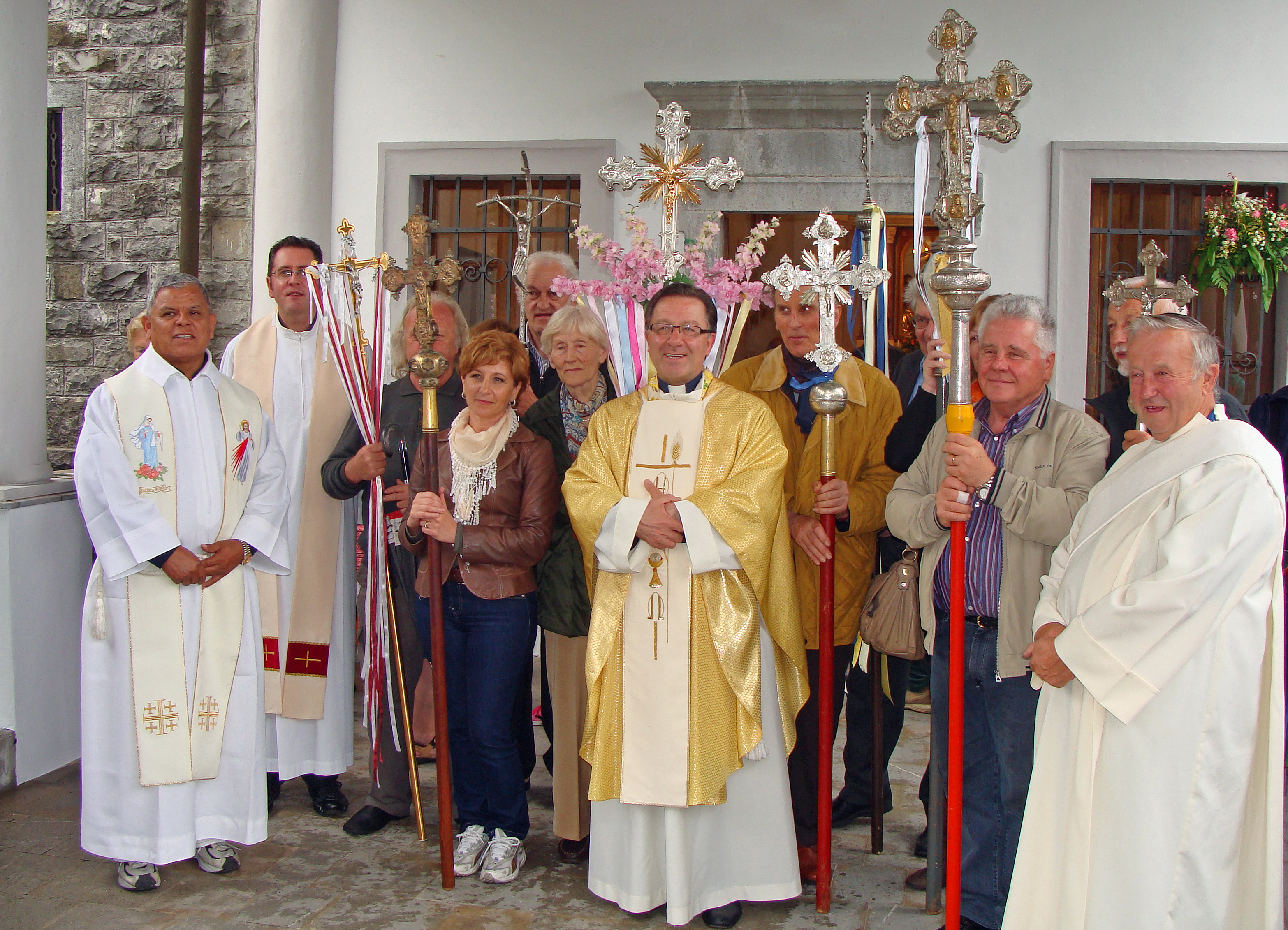
Fête du « Bacio delle croci » (baiser des croix)

### Fêtes patronales
- Fête de Saint Laurent (sagra di San Lorenzo)

### Fêtes religieuses traditionnelles
- Le baiser des croix (bacio delle croci). Antique célébration se déroulant à l'église de la Santissima Trinità et qui réunit les populations de différentes vallées[4].

## Patrimoine architectural

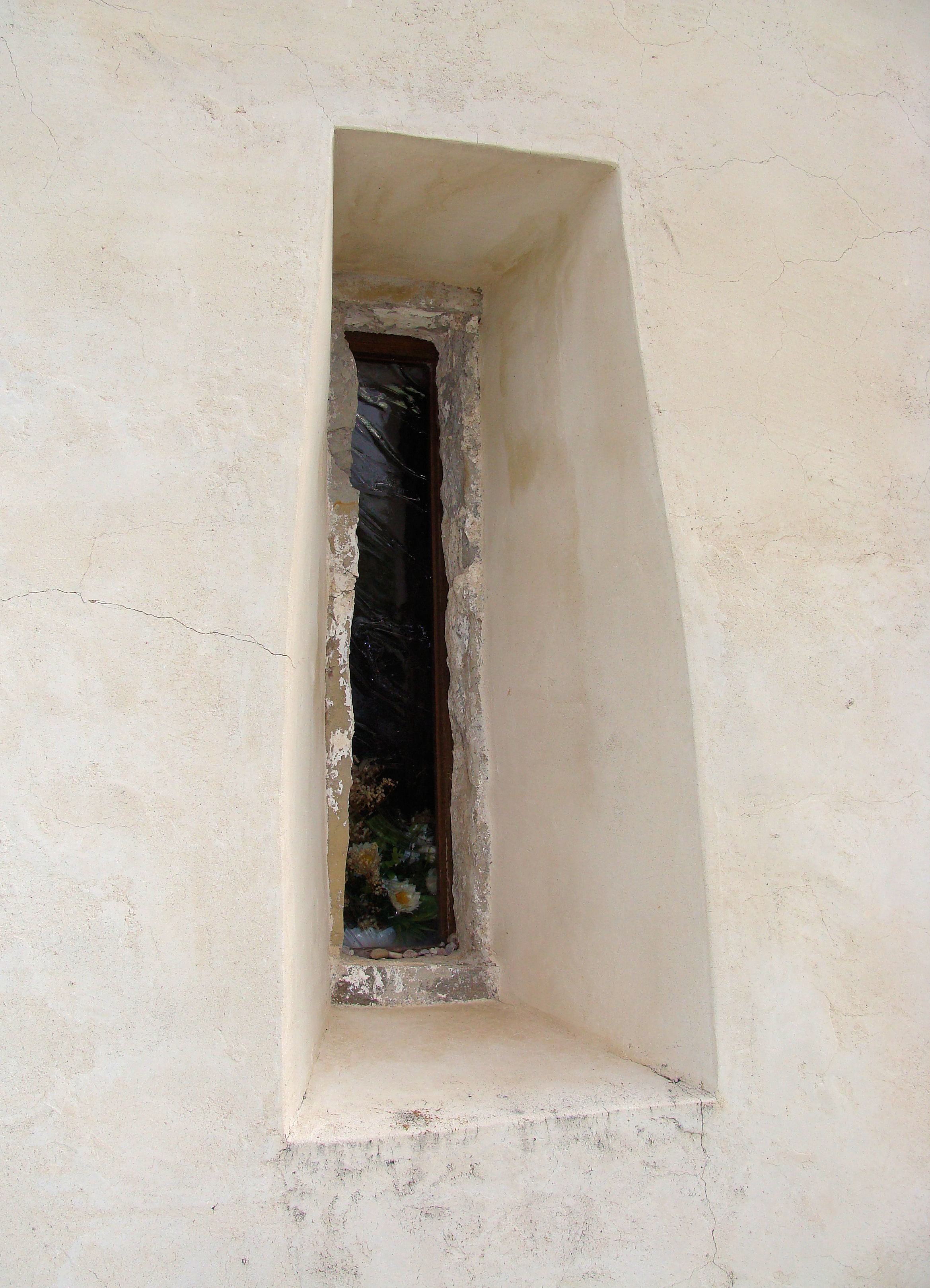
Hagioscope de l'église de la Très Sainte Trinité de Monteaperta

- L'église de pèlerinage de la Très Sainte Trinité, en italien « chiesa della Santissima Trinità » ou « Sveta Trojica » en langue slave locale, fondée en 1348 (fenêtre gothique), mentionnée dès 1455, chœur de 1789, sacristie de 1830, porche typique de 1930. Elle a été soigneusement restaurée (fresques anciennes dont une « adoration des mages » du XVe siècle et un « cycle de la vie du Christ » attribué à Gian Paolo Thanner (vers 1520). L'église est pourvue d'un très rare hagioscope, permettant d'écouter la messe depuis l'extérieur. L'église de la Très Sainte Trinité est un sanctuaire faisant partie du « Chemin céleste » (« Iter Aquileiense » en latin ou « Cammino Celeste » en italien), long chemin de pèlerinage reliant l'Autriche, la Slovénie à Aquilée en Italie. Elle est située à 659 mètres d'altitude et surmonte le village.

À proximité se trouve le rocher dit « du pied de la Madone » (en italien il piede della Madonna), un endroit chargé de légendes avec un rocher portant la marque d'une mystérieuse empreinte en forme d'un petit pied. La légende rapporte que des bergers ont assisté vers 1200 à cet endroit, à une apparition de la Vierge Marie qui a laissé en témoignage l'empreinte de son pied et ordonné la construction de l'église de la Très Sainte Trinité. Il est situé à 673 mètres d'altitude au pied de la Testa Grande du Gran Monte.
- L'église paroissiale dédiée à Saint Michel Archange et à Saint Laurent, « chiesa parrochiale San Michele Arcangelo e San Lorenzo » (reconstruite après sa destruction par le tremblement de terre de 1976) et son ancien campanile (restauré). L'ancien orgue vient d'être restauré et a été remonté sur tribune en 2012. Chemin de croix et mobilier ancien. L'ancienne église était richement décorée et comportait des fresques de Tita Gori (1870-1941), peintre originaire de Nimis.
- Dans le village : diverses chapelles, calvaires et fontaines ; quelques maisons en architecture rurale typique (Borgo di Sotto, Poiacco, Val Calda) et les vestiges de plusieurs anciens moulins (Borgo Alsatia, Al Ponte... ).
- Sculpture monumentale appelée « L'emigrante » (L'émigrant), réalisée dans le bois de l'ancien tilleul séculaire du village par l'artiste Franco Maschio. Exposée précédemment à Udine, elle a été inaugurée à Monteaperta le dimanche 31 octobre 2010.

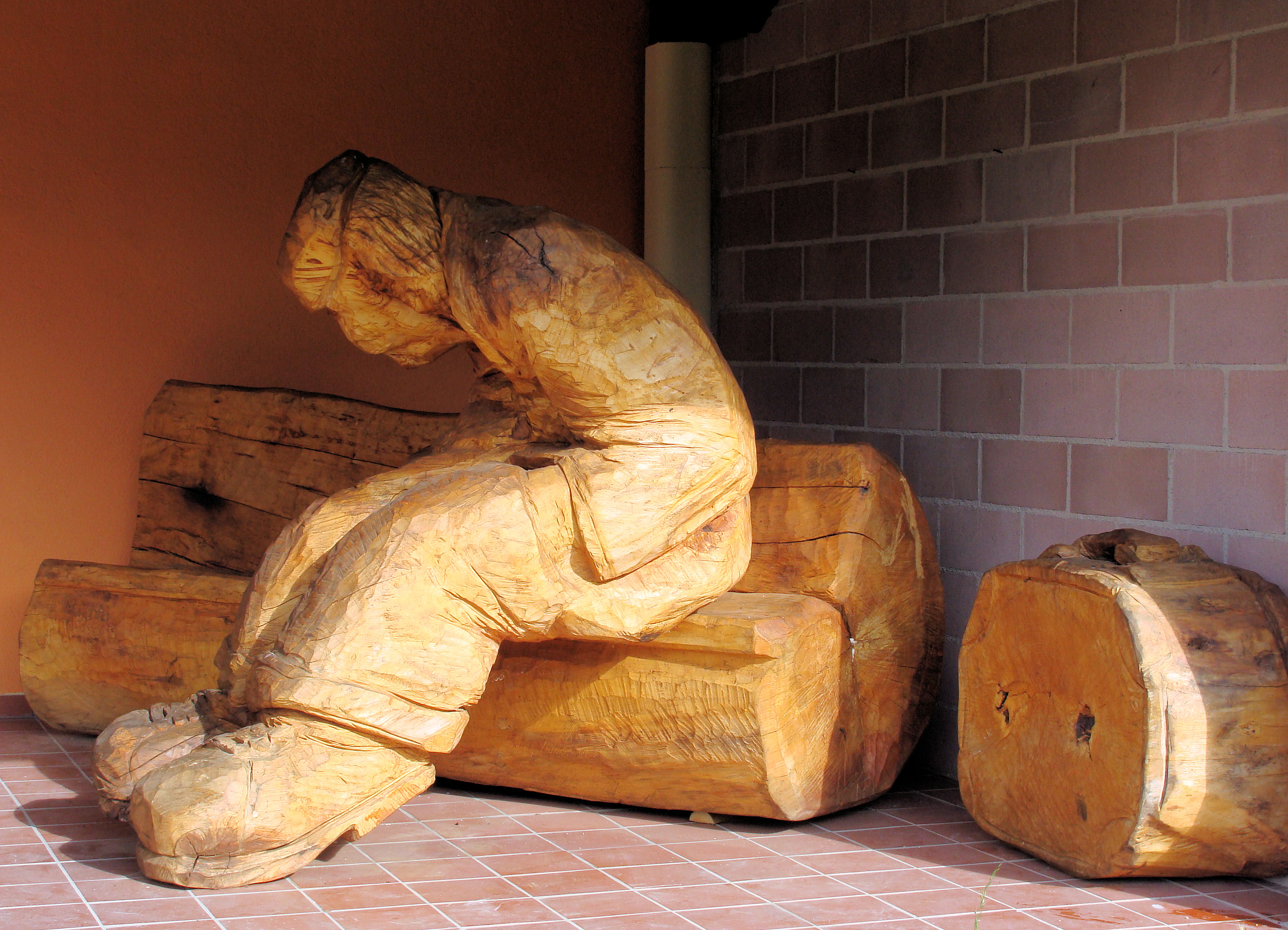
L'emigrante, sculpture de Franco Maschio, Monteaperta

Les deux tremblements de terre du 6 mai et du 19 septembre 1976 ont profondément changé l'aspect du village. De nombreuses maisons anciennes d'architecture locale typique ont été détruites puis remplacées par des constructions plus récentes. Deux belles villas (le palazzo Cobai et le palazzo Cossarutto) et le presbytère ont été irrémédiablement perdus. Un petit tableau (ex-voto) représentant Luigi Cobai (1885-1942) tombant du toit du palazzo Cobai lors de sa construction (1905) est conservé dans le cloître de l'église Santa Maria delle Grazie à Udine et un autre est conservé dans l'église paroissiale de Monteaperta.
- Sur le Gran Monte (cime de Sella Kriz à 1 540 mètres d'altitude) : la grande croix en métal, forgée par Santo Levan (né en 1953), un artisan local. Elle domine tout le massif et constitue l'aboutissement d'un long chemin pierré datant de la Première Guerre mondiale et appelé « la Muletière » ou «Muletiera » en italien.
- Le refuge alpin ou 44rifugio Montemaggiore-Monteaperta A.N.A.44 (restauré). C'est une vaste construction qui était à l'origine un hôpital militaire datant de la Première Guerre mondiale. L'empereur d'Italie Victor-Emmanuel III y a séjourné brièvement pendant les combats (ancienne plaque commémorative brisée conservée au village). Il est situé à 1 468 mètres d'altitude[5].

## Sentiers alpins
- Le sentier no 710 : partant de Monteaperta à l'altitude de 608 mètres, il rejoint une des crêtes du Gran Monte (à l'Est de la Testa Grande) à l'altitude de 1 530 mètres, puis conduisant à la fontaine Tasacuzion altitude 1 260 mètres, avant de rejoindre la route forestière conduisant au village semi-abandonné de Chisalizza altitude 816 mètres, puis à la route de Tarcento-Uccea à l'altitude de 570 mètres. Difficulté en standard international E. Durée de l'excursion 5 heures[6].
- Le sentier no 711 : partant de Monteaperta à l'altitude de 608 mètres, il rejoint la crête du Gran Monte à 1 529 mètres d'altitude par la Sella Kriz et croise le sentier 742 (qui conduit au refuge alpin de Montemaggiore-Monteaperta), avant de longer les ruines d'anciennes étables (Stavoli Cuntia) altitude 1 352 mètres et une bourgade semi-ruinée (Casere di Menon) altitude 855 mètres, pour rejoindre la route de Tarcento-Uccea au Col de Tanamea (Passo di Tanamea) à l'altitude de 850 mètres. Difficulté en standard international E. Durée de l'excursion 4:15 heures.

## Équipements sportifs
- Le Campo Sportivo Illeana Carloni comprenant un terrain de football et un terrain de tennis.

## Économie
- Menuiserie.
- Entreprises du bâtiment.
- Luthier et concepteur de violes de gambe Marco Ternovec.

## Histoire

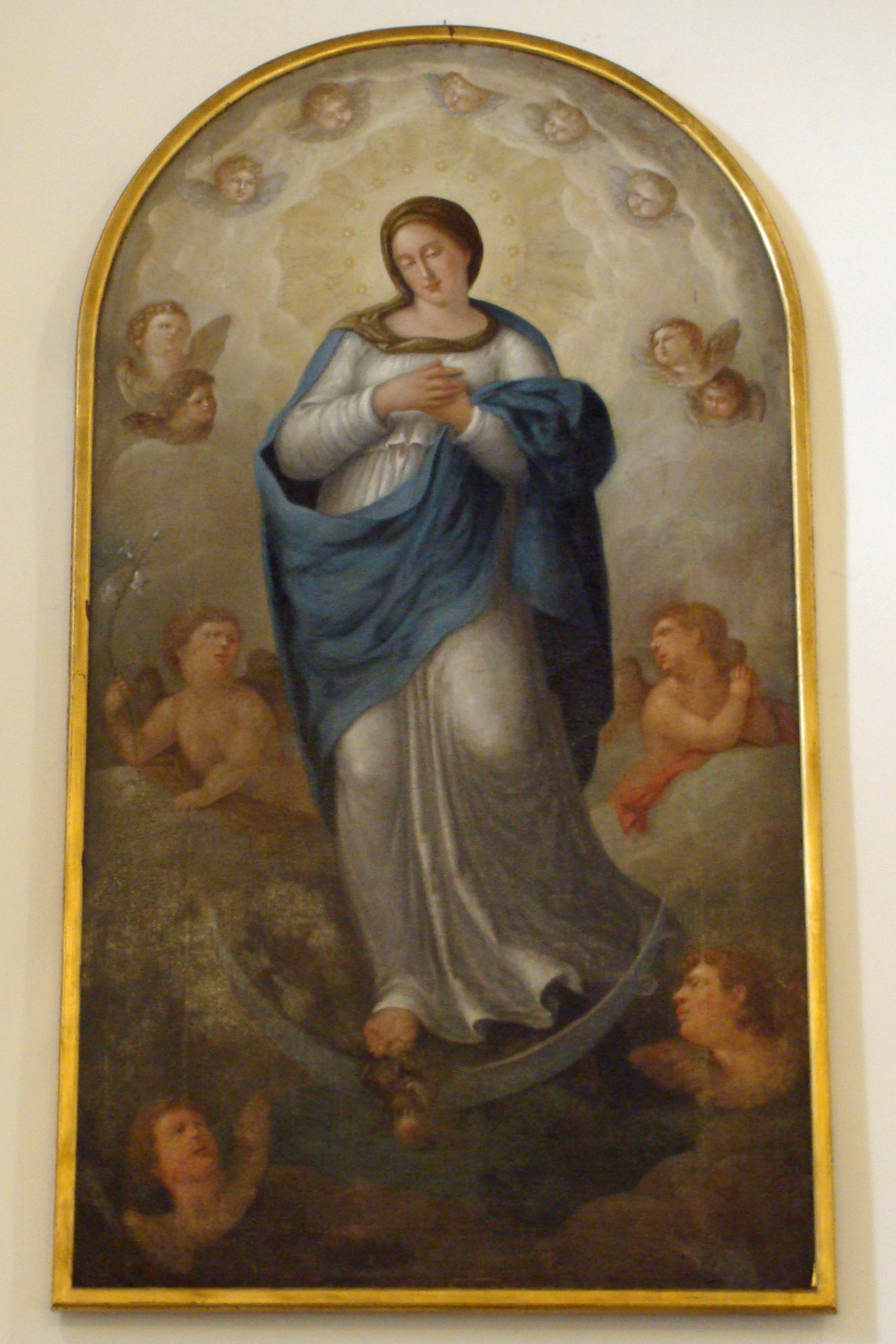
tableau de l'église de Monteaperta

Le territoire de Monteaperta est habité depuis la préhistoire, comme en témoignent les restes de silex trouvés dans les grottes karstiques dispersées sur son territoire. Jusqu'à 3000 ans av. J.-C., le climat est chaud et humide. L'homme commence à élever du bétail et à travailler la terre. Dans ces vallées, l'homme néolithique vivait la plupart du temps dans des grottes et des cabanes. À Monteaperta, la découverte récente d'objets aussi divers que des haches en pierre et une pierre ronde destinée à moudre le grain, attestent de sa présence.
Dès le IIIe siècle av. J.-C., le site est occupé par des groupes de Celtes (appelés Gaulois par les Romains), puis par des populations originaires de la Carniole. La tradition rapporte que Jules César a poussé ses troupes à travers ces montagnes (58-50 av. J.-C.) notamment à travers la gorge de Crosis en passant par Cuel Lanis avant de descendre tranquillement à Gemona. L’on retrouve notamment les traces d'une voie romaine et d’un pont romain qui mène de Nimis à Kobarid.
Au VIe siècle, s’installent dans les Alpes juliennes les Avars, puis des Slaves originaires de Pannonie. Les habitants conservent encore de nos jours ce parler d'origine slave antique (le dialecte slave de la vallée du Torre appelé « po-našem » en slovène). Le nom slave de Monteaperta est Viškorša et dérive d’un mot dialectal désignant le sorbier.
Monteaperta commence probablement à prendre consistance au cours de la période du règne longobard (558-776). En 670 le duc longobard Vettari vainc les Slaves dans la bataille de Broxas (Brischis). En 700, ce sont les Slaves qui gagnent la bataille contre les Longobards, dirigée par le duc Ferdulfo. Dans une bataille qui se déroule sur le Monte Purgessimo le duc lui-même est tué. En 725, les Slaves sont à nouveau défaits par le duc longobard Pemo à la bataille de Lauriana (Lavariano). La défaite est tempérée par un accord de paix qui prévoit l'échange réciproque de terres pour le pâturage. Le fils de Pemo, Ratchis, défait les Slaves en 738 dans la région carniole. Les Slaves attaquent alors en représailles Ratchis dans une brusque attaque si violente et si rapide qu’il n’est pas en mesure même de saisir sa lance, mais se défendra avec un bâton (anecdote rapportée par l'historien Paul Diacre).
L'histoire véritable de Monteaperta commence au XIIe siècle, quand des pasteurs originaires de Venzone se réunissent pour former un village contre les incursions des voleurs et des brigands. La première mention écrite de Monteaperta remonte à 1300 : c’est une déclaration féodale que fait de cet endroit le noble Nicolò di Castellerio. Durant le XIIIe siècle, Monteaperta et Cornappo relèvent de la compétence des comptes Savorgnan d’Osoppo. Restée tout d’abord sous la juridiction du Patriarcat d'Aquilée, puis de l'Empire austro-hongrois, Monteaperta gagne en importance et passe sous la tutelle de la république de Venise, à l'exception d'une brève période française et napoléonienne (1797), jusqu'à l'annexion du Frioul à l’Italie en 1866.
Monteaperta et les fractions voisines gagnent en importance et se développent comme des « villes slaves ». Elles restent néanmoins sous la juridiction religieuse de la paroisse de San Gervasio de Nimis. À la tête de chaque « ville slave », il y avait une autorité locale dénommée « degano» qui régissait la vie de la ville, administrait la justice, présidait les assemblées et choisissait également les vicaires. L'on pouvait faire appel des décisions du « degano » au capitaine d'Osoppo, qui dans ses dernières années résidait à Nimis. L'auteur italien Ippolito Nievo décrit la vie du « degano » et des habitants de Monteaperta ainsi que les usages de l’époque dans son célèbre roman « il Conte Pecoraio » (1856).
Ce village, autrefois ville indépendante (cité dans l'inspection de la canonique du 10 juin 1737 comme « ville » de Monteaperta) est rattaché en 1797 à la municipalité d’Attimis et à la vice-préfecture de Cividale. En 1818, l'Empire austro-hongrois rattache Monteaperta au district de Faedis ; ce dernier est aboli en 1853 et Monteaperta retourne à Cividale. En 1861, Monteaperta rejoint finalement le district de Tarcento et dépendra de la mairie de Platischis jusqu'au 24 mars 1929. Actuellement Monteaperta dépend de la commune de Taipana, province d’Udine.

## Distinction de la commune

À l'occasion des deux séismes de 1976 qui ont touché la population et de la courageuse reconstruction de la bourgade, la médaille d'or du Mérite civil a été décernée à la commune par République italienne.

## Personnalités marquantes

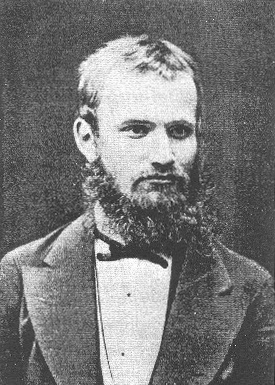
Jan Niecisław Baudouin de Courtenay

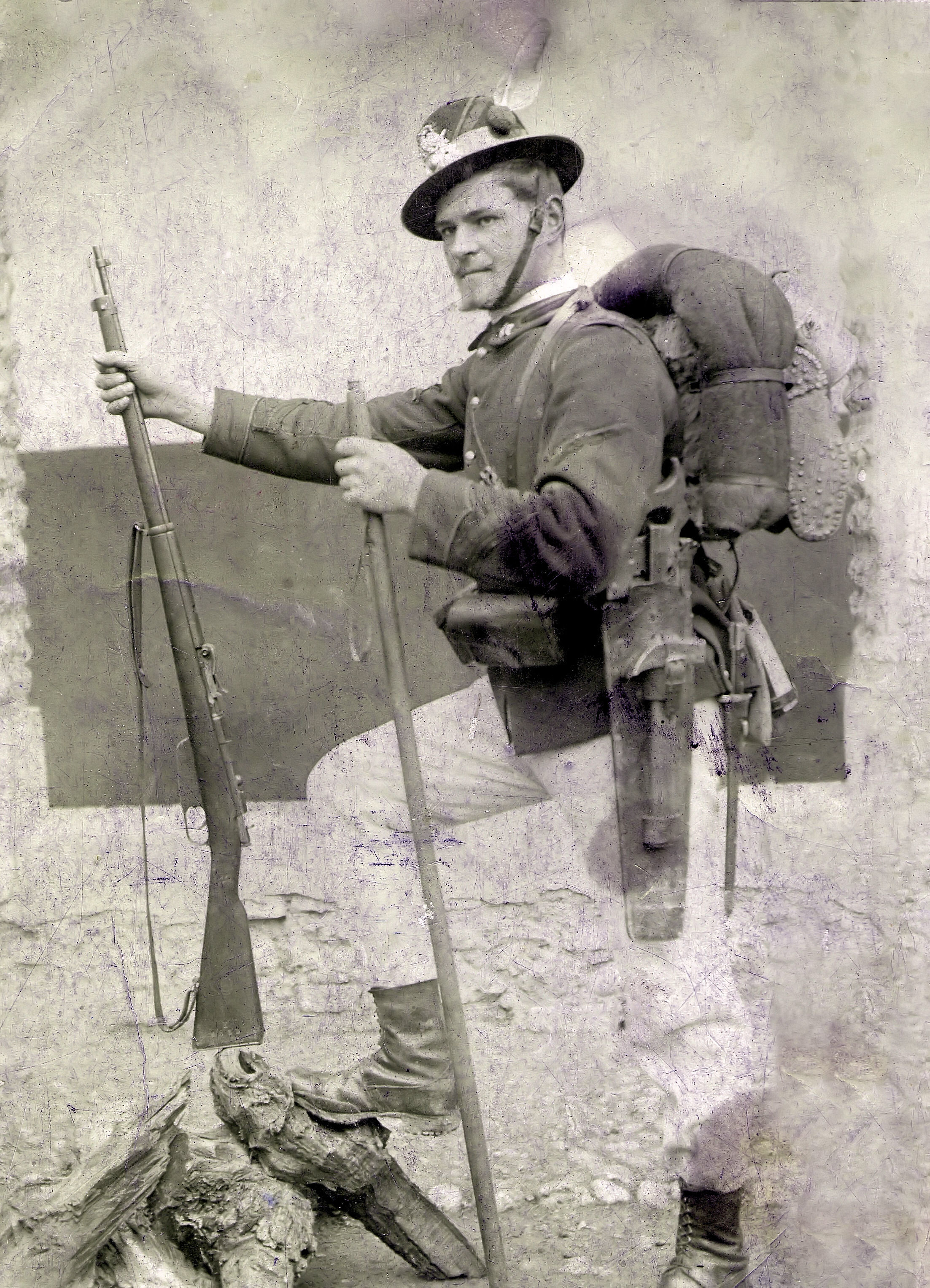
Luigi Cobai en 1915.

- Jan Niecisław Baudouin de Courtenay (1845-1929). Universitaire et linguiste polonais réputé pour ses travaux relatifs au phonème et à l'alternance phonologique. Il s'intéressa aux dialectes slaves des vallées du Torre et de Resia[7]. Il séjourna à diverses reprises à Monteaperta entre 1873 et 1901 et fut l'ami de Paolo et Giovanni (Ivan) Pascolo de Monteaperta (Pàuli et Žwan Pascolo-Sòwt)[8],[9].
- Louis Cobai (Luigi). Né le 11/11/1885 à Monteaperta, décédé le 22/03/1942 à Carling (France). Louis Cobai construit en 1905 avec 3 de ses quatre frères la villa appelée Palazzo Cobai. À été à l'origine de la construction de la route reliant Monteaperta à la Priesaca en direction de Lusevera et de Villanova, car il faisait partie du Génie Alpin Italien durant la Première Guerre mondiale. Les anciens ponts qu'il a bâti subsistent toujours. Il a construit un clocher dans le Val Resia (province d'Udine) et participé à la construction de l'église de Seppois-le-Bas (Bas-Rhin, France). Il a aussi participé à la reconstruction du port d'Anvers (Belgique) par l'une des premières utilisation du béton armé. Médaillé d'or de la Première Guerre mondiale.
- Tita Gori (Giovanni Battista Gori). Né en 1870 et décédé en 1941. Peintre de Nimis. À peint les fresques du chœur de l'ancienne église paroissiale (détruite lors du tremblement de terre en 1976, puis reconstruite)[10].
- Napoléon Ier (1769-1821). À résidé dans le hameau de De Bellis pendant la campagne d'Italie. Il serait passé plusieurs fois par Monteaperta. Un pont situé sur le territoire communal près de Platischis (rio Bianco) porte son nom.
- Ippolito Nievo. À décrit dans son roman débuté en 1855 Il Conte Pecoraio o Storia del nostro secolo[11],[12], des scènes de vie qui se déroulaient à Monteaperta. À séjourné dans le village où il s'était lié d'amitié avec ses habitants.

## Galerie de photographies

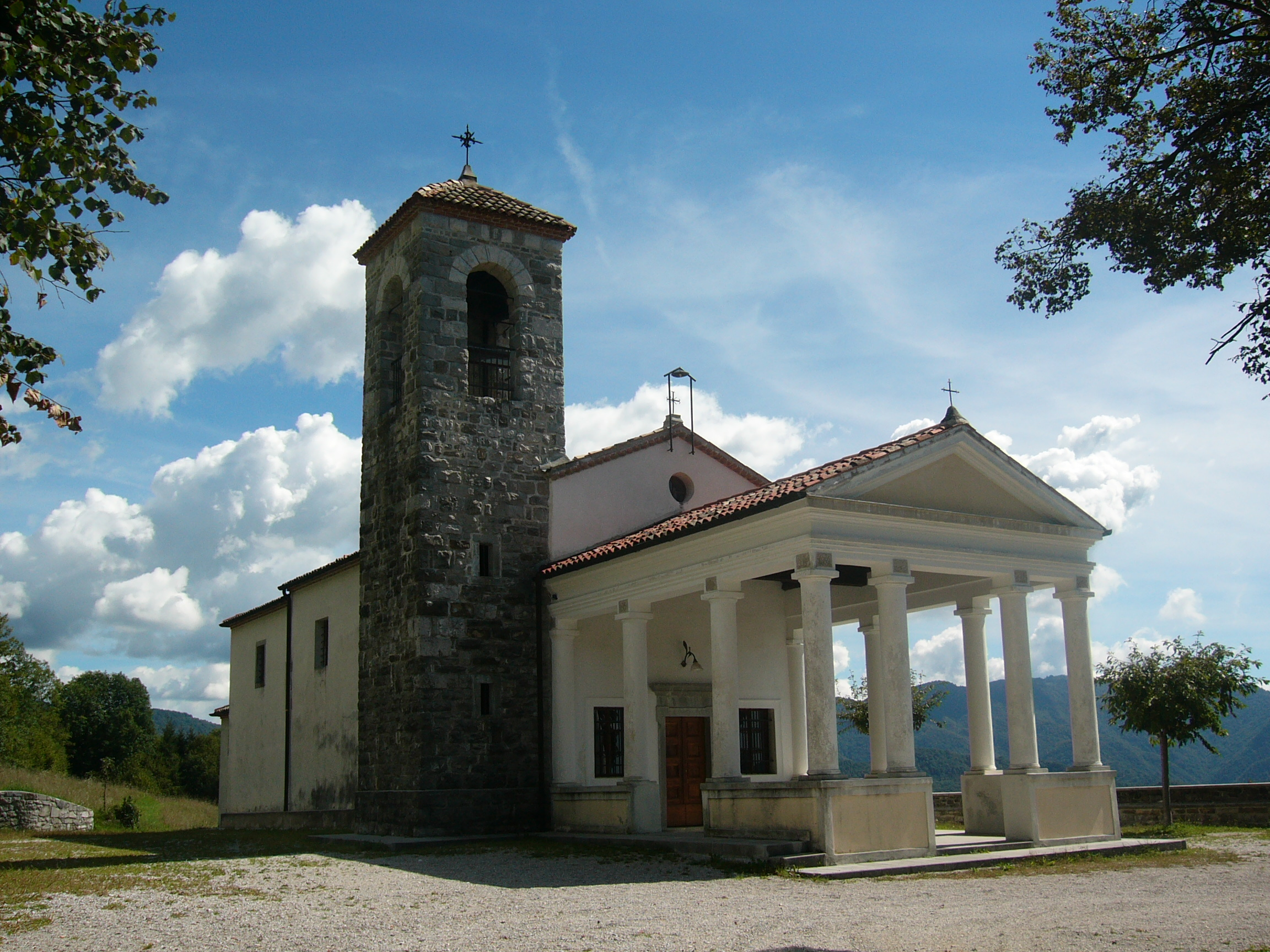
église de la Sainte-Trinité.
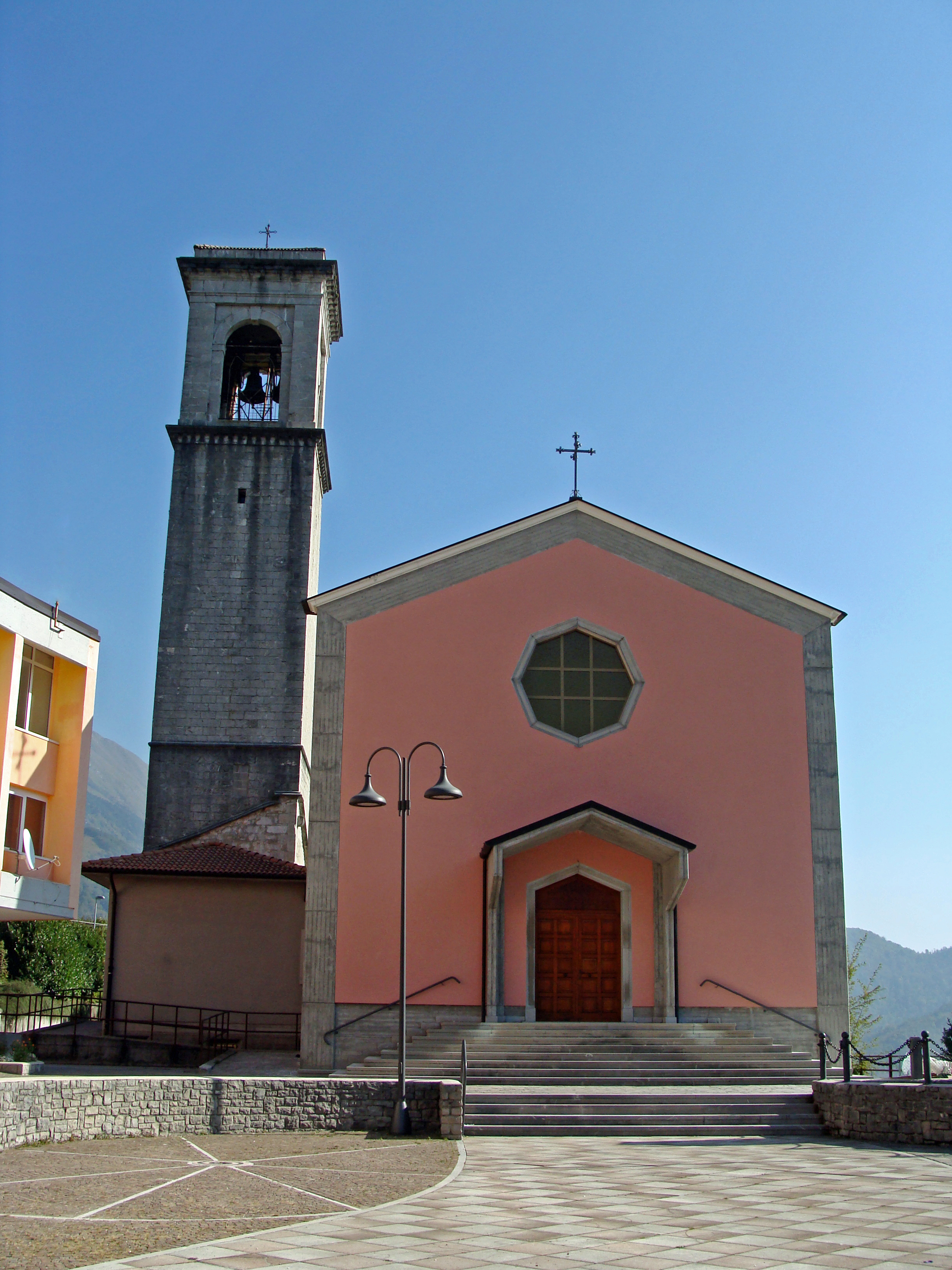
l'église paroissiale Saint-Laurent et Saint-Michel.
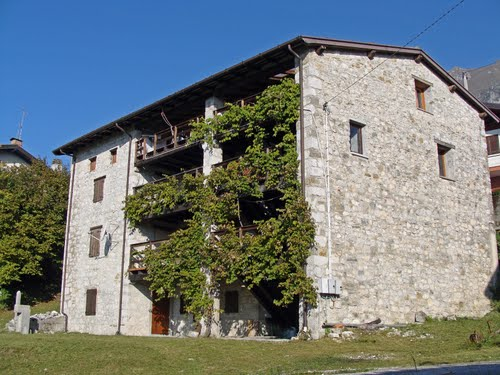
Monteaperta, Borgo di Sotto, maison ancienne.
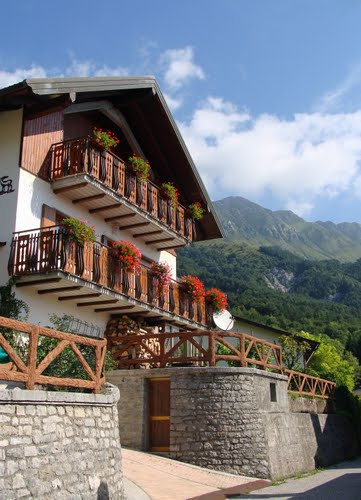
Monteaperta, Borgo di Sopra, maison typique.
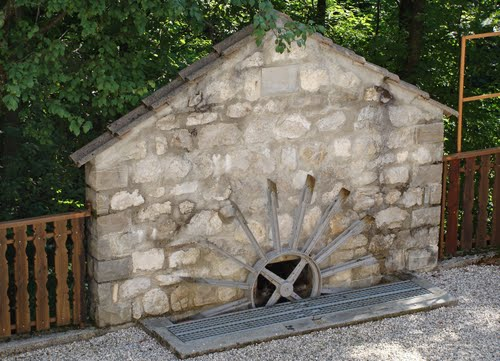
Monteaperta, Borgo di Sopra, moulin.